# Tachikaze-Klasse
Die Tachikaze-Klasse (japanisch たちかぜ型護衛艦 Tachikaze-gata goeikan) war eine Klasse von drei Lenkwaffenzerstörern der japanischen Maritimem Selbstverteidigungsstreitkräfte (JMSDF), die von 1976 bis 2010 in Dienst stand.

## Allgemeines
Die in den siebziger Jahren auf der Mitsubishi-Werft in Nagasaki entwickelte und gebaute Tachikaze-Klasse bildete die zweite Generation von Lenkwaffenzerstörern der Meeresselbstverteidigungsstreitkräfte. Die drei Schiffe folgten der zehn Jahre früher gebauten Amatsukaze und auf ihrem Entwurf basiert die nachfolgende Hatakaze-Klasse. Wie diese bestand ihre Hauptaufgabe in der U-Boot-Jagd und dem Schutz einer Kampfgruppe vor Luftangriffen.
Die zwischen Anfang 2007 und Mitte 2010 außer Dienst gestellten Schiffe wurden durch zwei Lenkwaffenzerstörer der Atago-Klasse ersetzt.

## Einheiten
| Kennung | Name                 | Bauwerft      | Kiellegung         | Stapellauf        | Indienststellung | Außerdienststellung | Heimathafen                             |
| ------- | -------------------- | ------------- | ------------------ | ----------------- | ---------------- | ------------------- | --------------------------------------- |
| DDG-168 | Tachikaze (たちかぜ) | MHI, Nagasaki | 19. Juni 1973      | 17. Dezember 1974 | 26. März 1976    | 15. Januar 2007     | Sasebo (1976–1995) Yokosuka (1995–2007) |
| DDG-169 | Asakaze (あさかぜ)   | MHI, Nagasaki | 27. Mai 1976       | 15. Oktober 1977  | 27. März 1979    | 12. März 2008       | Yokosuka (1979–1995) Sasebo (1995–2008) |
| DDG-170 | Sawakaze (さわかぜ)  | MHI, Nagasaki | 14. September 1979 | 4. Juni 1981      | 30. März 1983    | 25. Juni 2010       | Sasebo (1983–2007) Yokosuka (2007–2010) |

## Technik

### Rumpf und Antrieb
Der Rumpf eines Zerstörers der Tachikaze-Klasse war 143 Meter lang, 14,3 Meter breit und hatte bei einer maximalen Verdrängung von 4.800 Tonnen einen Tiefgang von 4,6 Metern. Der Antrieb erfolgte durch zwei Dampfturbinen von General Electric. Diese wirkten auf zwei Wellen mit einer Gesamtleistung von 70.000 Wellen-PS und ermöglichten eine Höchstgeschwindigkeit von 32 Knoten.

### Bewaffnung
Die Hauptbewaffnung bestand aus einem am Heck montierten Mk.13-Starter für Standard Missile Flugabwehrraketen, bei der Indienststellung wurden noch RIM-24 Tartar verschossen und einem Mk.112-Starter für Anti-U-Boot-Raketen RUR-5 ASROC. Dieser befand sich zusammen mit einem der beiden Mark-42-Geschütz vor der Brücke. Das zweite Geschütz befand sich achtern, zwischen dem Mk.13-Starter und den hinteren Aufbauten.
Komplettiert wurde die Bewaffnung durch zwei Vierfachstarter für RGM-84 Harpoon-Seezielflugkörper, je eines an der Seite befindliches schwenkbares Dreifachtorpedorohres und zweier Phalanx-Nahbereichsabwehrsysteme.

### Elektronik
Für die elektronische Ausstattung wurden hauptsächliche Bauteile amerikanischer Produktion oder deren Lizenzprodukte verwendet.
So war das am hinteren Schornstein befestigte Luftraumüberwachungsradar vom Typ SPS-52B. Zwei SPG-51C-Radare dienten zur Feuerleitung, ein OPS-17 zur Seeraumüberwachung und ein GFSC-56 als Artillerieleitstand.